# Municipio de Bethany (Carolina del Norte)
El municipio de Bethany (en inglés: Bethany Township) es un municipio ubicado en el  condado de Iredell en el estado estadounidense de Carolina del Norte. En el año 2010 tenía una población de 7.277 habitantes.

## Geografía
El municipio de Bethany se encuentra ubicado en las coordenadas 35°51′25.49″N 80°52′9.26″O / 35.8570806, -80.8692389.